# Теоретическая биология

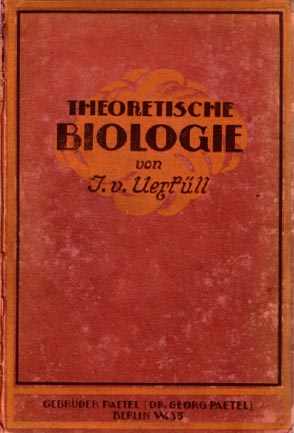
«Теоретическая биология» Якоба фон Икскюля (1920) — одна из первых монографий по данной теме

Теоретическая биология — раздел биологии, в котором рассматриваются фундаментальные принципы явления жизни.
С таким названием в 1935 году вышла книга советского учёного Эрвина Бауэра.
Не следует путать теоретическую биологию и общую биологию.